# Georg Ludwig Hartig
Georg Ludwig Hartig (Gladenbach, 1764. szeptember 2. – Berlin, 1837. február 2.) német erdész.

## Életútja
Giessenben tanult, 1786-ban erdőmester, és aztán fokról fokra emelkedve 1806-ban Stuttgartban főerdőtanácsos és 1811-ben Berlinben királyi porosz államtanácsos és országos főerdőmester lett. Amellett erdészeti előadásokat is tartott a berlini egyetemen; Hungenben alapított és később Dillenburgba és Stuttgartba áthelyezett erdészeti iskolája nagy hírben állott. A porosz erdőigazgatás körül is Hartig nagy érdemeket szerzett. Több helyütt (Darmstadt stb.) szobrot emeltek neki. Nagy irodalmi munkásságot fejtett ki, szerkesztett szaklapokat is.

## Főbb művei
- Anweisung zur Holzzucht für Förster (Marburg 1791, 8. kiad. 1818);
- Physikalische Versuche über das Verhältniss der Brennbarkeit der meisten deutschen Waldbaumhölzer (uo. 1794, 3. kiad. 1807);
- Anweisung zur Taxation u. Beschreibung der Forste (Giessen 1792, 4. kiad. 1819);
- Grundsätze der Forstdirektion (Hadamar 1803, 2. kiad. 1813);
- Lehrbuch für Förster (Stuttgart 1808, 11. kiad. H. Tódortól, 1877, 3. köt.);
- Lehrbuch für Jäger (Berlin 1810, 11. kiad. H. Róberttól 1884);
- Versuch über die Dauer der Hölzer (Stuttgart 1822);
- Erfahrungen über die Dauer der Hölzer, (Berlin 1836);
- Forstliches und forstnaturwissenschaftliches Konversationslexikon (uo. 1834. H. Tódorral, 2. kiad. Suttg. 1836);
- Lexikon für Jäger und Jagdfreunde (Berlin 1836, 2. kiad. 1859-61).